# Vice (film, 2018)
Pour les articles homonymes, voir Vice (homonymie).
Pour plus de détails, voir Fiche technique et Distribution.
Vice est un film biographique américain écrit et réalisé par Adam McKay, sorti en 2018. Il raconte l'ascension politique et la vie privée de Richard Bruce Cheney, dit Dick Cheney, homme politique américain. Membre du Parti républicain, il est vice-président des États-Unis entre 2001 et 2009 dans l'administration du président George W. Bush.
Le titre du film a un double sens : « vice » comme le préfixe de « vice-président » mais aussi comme le nom « vice » au sens de disposition à faire le mal.

## Synopsis

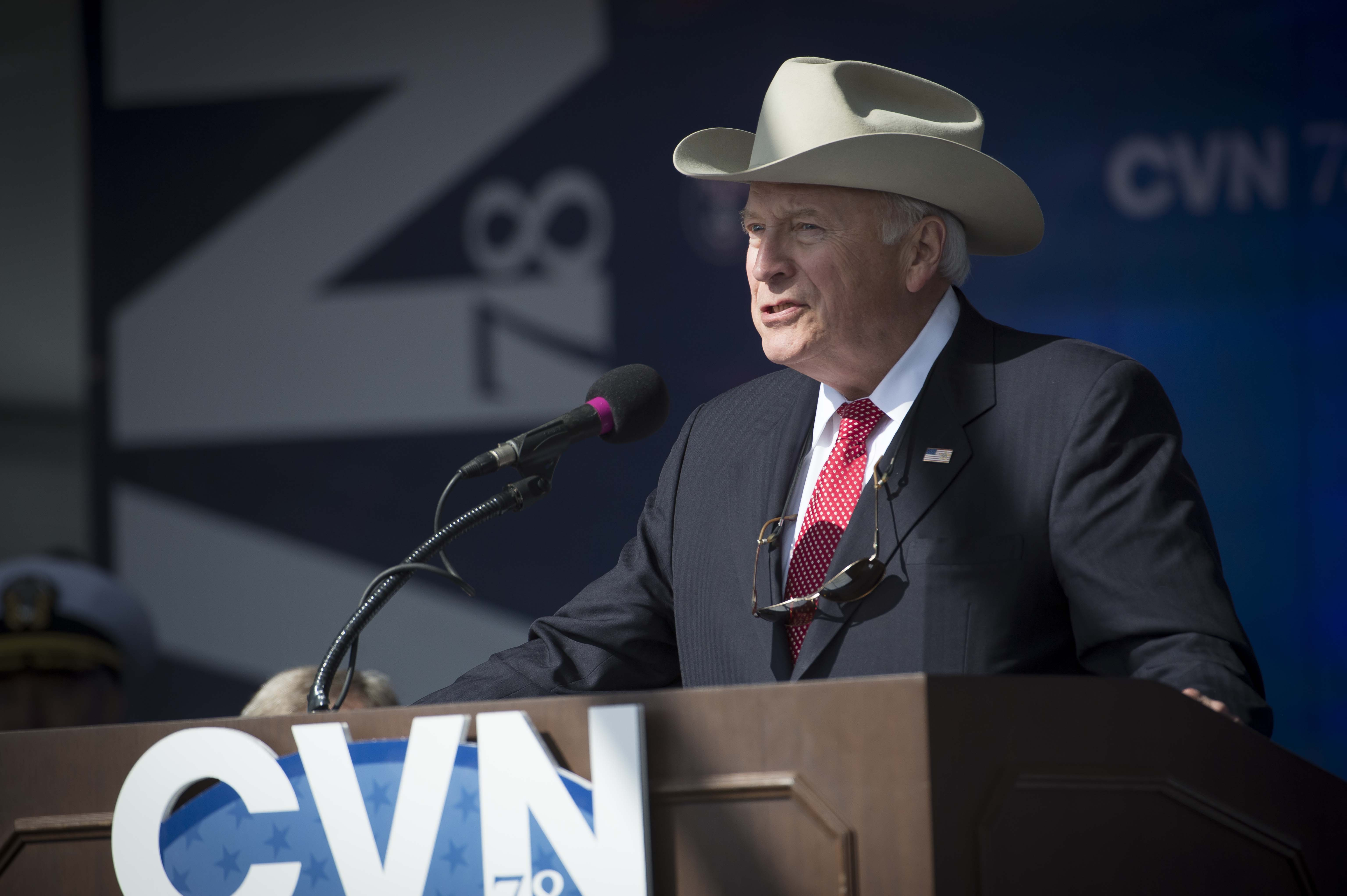
Dick Cheney en 2013.

Dans les années 1960, le jeune Dick Cheney préfère se battre et traîner dans les bars plutôt que de suivre ses études. Alors qu'il vit de petits boulots, son épouse Lynne, qui veut atteindre par son intermédiaire les sommets que sa condition de femme lui interdit, le somme de se ressaisir et de mettre fin à sa débauche après être allée le chercher une deuxième fois au poste de police pour ivresse sur la voie publique. Après un stage, Dick décroche, au service de Donald Rumsfeld, un poste d'assistant à la Maison-Blanche dès 1969 durant la présidence de Richard Nixon. Il y découvre sa vocation : agir au plus près du pouvoir tout en restant dans l'ombre. Profitant de l'affaire du Watergate qui écarte plusieurs Républicains du pouvoir, il devient ensuite chef de cabinet de Gerald Ford.
Pendant la présidence de Ronald Reagan, il mène une carrière de membre de la Chambre des représentants, puis prend la direction de Halliburton pendant les années 1990. Une séquence onirique, conclue par un début de générique de fin, imagine une vie paisible de la famille Cheney définitivement retirée de la politique. En réalité, lorsque George W. Bush lui propose d'être son colistier pour l'élection présidentielle américaine de 2000 et donc le futur vice-président des États-Unis, il fait mine de refuser pour accepter finalement en posant ses conditions : à Bush la lumière, à lui la conduite des principales administrations. Après la victoire, il commence, avec son ancien mentor Donald Rumsfeld, à préparer une éventuelle invasion de l'Irak. Les attentats du 11 septembre 2001, auxquels il fait face à la place du président alors absent de Washington, lui donnent l'occasion de mettre ce plan à exécution. Il doit pour cela, avec ses fidèles conseillers et juristes, manipuler le président et forcer Colin Powell à affirmer devant l'ONU que Saddam Hussein possède des armes de destruction massive et qu'une branche de Al-Qaida est active en Irak sous la direction de Abou Moussab Al-Zarqaoui. Ce faisant, il rend ce dernier célèbre, ce qui pose les germes du futur État islamique. Il cherche également à renforcer le pouvoir exécutif en utilisant la théorie de l'exécutif unitaire, fondée sur l'article 2 de la Constitution des États-Unis.
Lorsque l'absence de fondement à l'invasion de l'Irak devient largement connue, Dick Cheney amène Rumsfeld à démissionner. Victime de plusieurs crises cardiaques, il doit sa survie à la transplantation du cœur d'un ancien combattant d'Afghanistan qui, jusque-là, jouait le rôle du narrateur dans le film. Son ultime trahison consiste, alors qu'il avait toujours soutenu et protégé sa fille lesbienne, à autoriser son autre fille à se déclarer contre le mariage gay afin de renforcer ses chances d'être élue au Congrès. Dans la dernière scène, lors d'une interview sur ses actions passées durant la guerre en Irak, il regarde le spectateur en disant qu'il ne regrette aucun geste, et que tout ce qu'il a accompli, il l'a fait uniquement pour la protection de l'Amérique et des Américains.
Pendant le générique de fin, une bagarre éclate entre un supporter du président Trump et un opposant au sujet du film qui vient de leur être projeté. Indifférente, une jeune femme confie à sa voisine sa hâte de voir le prochain film de la série Fast and Furious.

## Fiche technique
Sauf indication contraire, les informations mentionnées dans cette section peuvent être confirmées par la base de données cinématographiques IMDb,  présente dans la section « Liens externes ».
- Titre original et français : Vice
- Titre de travail : Backseat
- Réalisation et scénario : Adam McKay
- Photographie : Greig Fraser
- Décors : Patrice Vermette
- Direction artistique : Dean Wolcott
- Montage : Hank Corwin
- Musique : Nicholas Britell
- Production : Will Ferrell, Dede Gardner, Jeremy Kleiner, Adam McKay, Kevin J. Messick et Brad Pitt

Producteurs délégués : Megan Ellison et Jeff G. Waxman
Coproducteur : Jason George
- Sociétés de production : Annapurna Pictures, Plan B Entertainment et Gary Sanchez Productions
- Sociétés de distribution : Annapurna Pictures (États-Unis), Mars Distribution (France)
- Budget : 60 millions de dollars[3],[4]
- Langue originale : anglais
- Format : couleur — numérique — 2,39:1 — son Dolby Atmos / Dolby Digital / DTS
- Pays d'origine :  États-Unis
- Genres : drame biographique, politique
- Durée : 132 minutes
- Dates de sortie[5] : 
  - États-Unis : 25 décembre 2018
  - France : 13 février 2019
- Classification :
  - États-Unis : R
  - France : Tous publics

## Distribution
- Christian Bale (VF : Philippe Valmont ; VQ : Louis-Philippe Dandenault) : Dick Cheney
- Amy Adams (VF : Chloé Berthier ; VQ : Viviane Pacal) : Lynne Cheney, la femme de Dick
- Steve Carell (VF : Maurice Decoster ; VQ : Gilbert Lachance) : Donald Rumsfeld, le 13e et 21e secrétaire à la Défense des États-Unis
- Sam Rockwell (VF : Damien Boisseau ; VQ : François Trudel) : George W. Bush, le 43e président des États-Unis
- Alison Pill (VF : Lily Rubens) : Mary Cheney
- Colyse Harger : Mary Cheney, jeune
- Lily Rabe (VF : Aurélie Nollet) : Liz Cheney
- Violet Hicks : Liz Cheney, jeune
- Jesse Plemons (VF : Franck Lorrain ; VQ : Maël Davan-Soulas) : Kurt, le narrateur
- Tyler Perry (VF : Gunther Germain ; VQ : Thiéry Dubé) : Colin Powell
- Justin Kirk : Lewis Libby
- Adam Bartley : Frank Luntz
- Lisa Gay Hamilton (VF : Mbembo) : Condoleezza Rice
- Eddie Marsan (VF : Patrick Borg) : Paul Wolfowitz
- Bill Camp : Gerald Ford
- Don McManus (VF : Éric Peter ; VQ : Daniel Picard) : David Addington
- Stephen Adly Guirgis : George Tenet
- Matthew Jacobs : Antonin Scalia
- Adam Bartley : Frank Luntz
- Kirk Bovill : Henry Kissinger
- Jillian Armenante (VF : Anne Plumet) : Karen Hughes
- Fay Masterson : Edna Vincent
- Shea Whigham : Wayne Vincent
- Alfred Molina (VF : Gabriel Le Doze) : le serveur
- Cailee Spaeny : Lynne Cheney, jeune
- Naomi Watts (VF : Hélène Bizot) : la présentatrice de journal
- Joseph Beck : Karl Rove
- Paul Perri : Trent Lott
- Brandon Sklenar : Bobby Prentace
- Alex MacNicoll et Aidan Gail : Dick Cheney, jeune

 Source et légende : version française (VF) sur RS Doublage et AlloDoublage ; version québécoise (VQ) sur Doublage.qc.ca

## Production

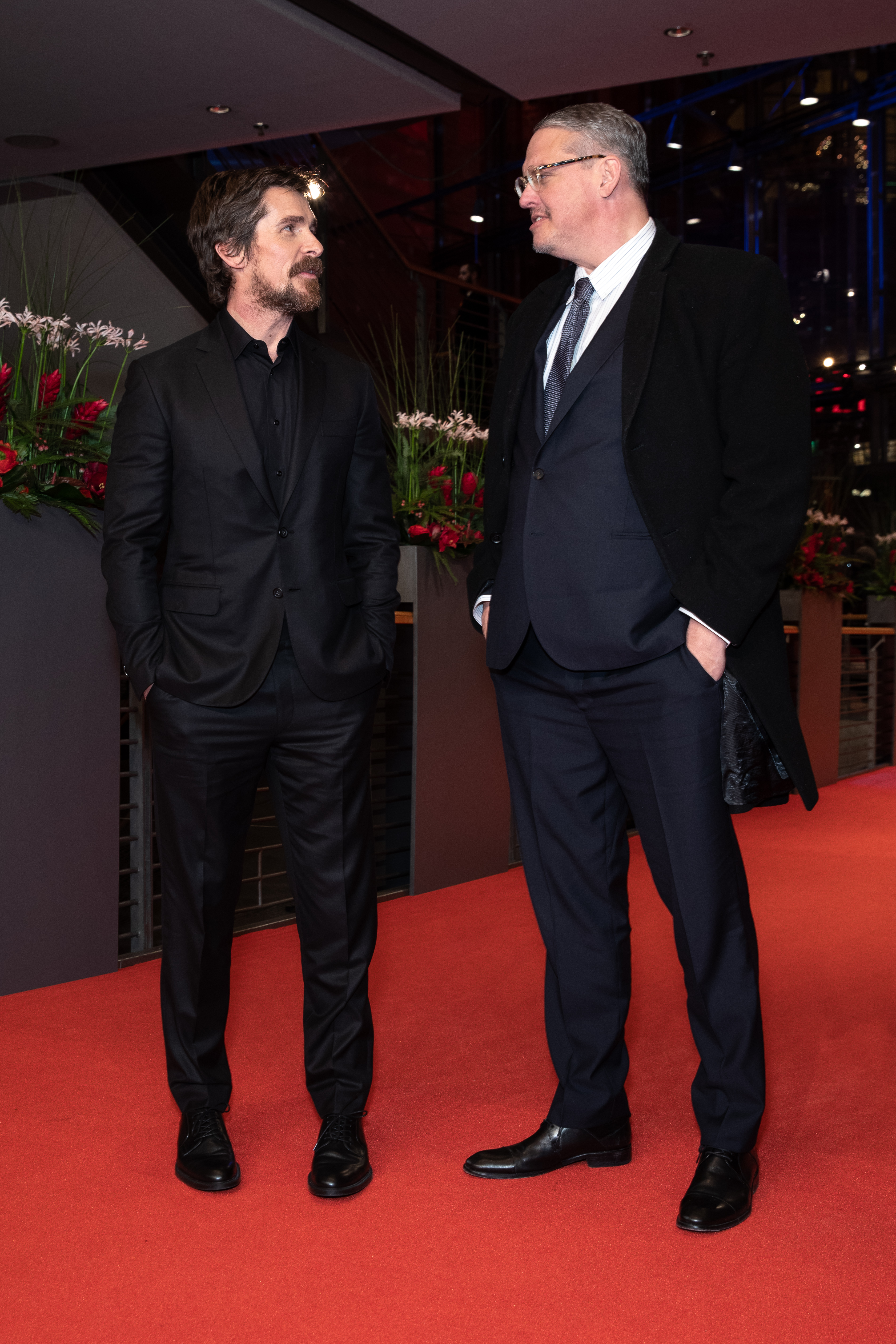
L'acteur principal Christian Bale et le réalisateur Adam McKay à la Berlinale 2019.

En avril 2017 l'acteur Christian Bale accepte d'interpréter Dick Cheney, étant le premier choix du réalisateur qui l'avait dirigé dans son précédent film, The Big Short : Le Casse du siècle. Une décennie plus tôt, Christian Bale avait été très sérieusement envisagé pour interpréter George W. Bush dans W. : L'Improbable Président d'Oliver Stone mais, les essais de maquillages n'ayant pas été convaincants, le rôle était finalement revenu à Josh Brolin. Pour Vice, Christian Bale prend plus de 20 kilos et se rase notamment les cheveux.
Bill Pullman a été engagé pour incarner Nelson Rockefeller, le 41e vice-président des États-Unis, mais ses apparitions ont été coupées au montage.
Le tournage débute en septembre 2017, à Santa Clarita, en Californie, ainsi qu'au bord de la rivière Kern, pour les scènes de pêche.
À l'instar du personnage principal de son film, le réalisateur Adam McKay a été victime d'une crise cardiaque, durant la postproduction. Il a par ailleurs décidé d'utiliser une image noir et blanc de l'un de ses examens dans le film, considérant là qu'il est son caméo.

## Sortie

### Critique
Le film sort le 25 décembre 2018 aux États-Unis et divise la critique, qui salue toutefois les prestations de Christian Bale et Amy Adams,. Le site Rotten Tomatoes, ayant recensé 334 commentaires collectés, lui attribue un taux d'approbation de 66 % d'opinions favorables. Dans son consensus, le site note que « Vice vise ses cibles en rafale, mais le scénariste-réalisateur Adam McKay a des chances de succès - et la transformation de Christian Bale est un spectacle à voir ». Le site Metacritic, ayant recensé quarante-huit critiques, lui attribue un score moyen de 61/100 avec la mention « avis généralement favorables ».
En France, le film, sorti le 13 février 2019, est globalement bien reçu par la critique. Il obtient une moyenne de 3,9⁄5 sur le site Allociné, pour 32 avis collectés.
Pour Première : « Vice est un film cruel parce que génial. À moins que ce ne soit l’inverse ». Le Monde se montre un petit peu plus réticent « C’est suffisant pour une comédie satirique. Mais trop superficiel pour un film qui prétend à un point de vue documenté ».
L'accueil public est également partagée : le site Rotten Tomatoes, ayant recensé 2 936 commentaires collectés, lui attribue un taux d'approbation de 56 % d'opinions favorables.

### Box-office
Bénéficiant d'une sortie dans 2 442 salles sur l'ensemble du territoire américain, Vice prend la sixième place du box-office lors de son premier week-end d'exploitation avec 7 768 371 de dollars de recettes, soit une moyenne de 3 181 de dollars par salles. Il s'agit d'un démarrage timide, puisqu'il s'agit du moins bon démarrage d'un film réalisé par Adam McKay sorti dans plus de 1 000 salles. La semaine suivante, le film passe à 2 534 salles. À ce jour, Vice est le film ayant fait le plus de recettes au distributeur Annapurna Pictures, mais ne parvient pas à rentabiliser son coût de production (60 millions $).
Le film totalise 266 581 entrées en Italie et 274 754 entrées en Espagne. En France, il ne parvient qu'à prendre la dixième place du box-office la semaine de sa sortie avec plus de 124 000 entrées. Finalement, Vice ne rencontre pas son public avec plus de 319 000 entrées en fin d'exploitation.
| Pays ou région | Box-office      | Date d'arrêt du box-office | Nombre de semaines |
| -------------- | --------------- | -------------------------- | ------------------ |
| États-Unis     | 47 836 282 $    | 11 avril 2019              | 15                 |
| France         | 319 085 entrées | 21 mai 2019                | 14                 |
| Total mondial  | 76 073 488 $    |                            |                    |

## Distinctions

### Récompenses
- Golden Globes 2019 : Meilleur acteur dans un film musical ou une comédie pour Christian Bale
- BAFTA 2019 : BAFA du meilleur montage pour Hank Corwin
- Oscars 2019 : Oscar des meilleurs maquillages et coiffures pour Greg Cannom, Kate Biscoe et Patricia DeHaney

### Nominations
- BAFTA 2019 :
  - BAFTA du meilleur acteur pour Christian Bale
  - BAFTA du meilleur acteur dans un second rôle pour Sam Rockwell
  - BAFTA de la meilleure actrice dans un second rôle pour Amy Adams
  - BAFTA du meilleur scénario original pour Adam McKay
  - BAFTA des meilleurs maquillages et coiffures pour Kate Biscoe, Greg Cannom (en), Patricia DeHaney et Chris Gallaher
- Oscars 2019 :
  - Oscar du meilleur film
  - Oscar du meilleur réalisateur pour Adam McKay
  - Oscar du meilleur acteur pour Christian Bale
  - Oscar du meilleur acteur dans un second rôle pour Sam Rockwell
  - Oscar de la meilleure actrice dans un second rôle pour Amy Adams
  - Oscar du meilleur scénario original pour Adam McKay
  - Oscar du meilleur montage pour Hank Corwin

### Sélection
- Berlinale 2019 : sélection officielle hors compétition